# La càrrega
|  | Per a altres significats, vegeu «Càrrega». |

La càrrega, també coneguda com a Barcelona 1902, és una pintura a l'oli d'estil realista de grans dimensions realitzada per Ramon Casas entre 1899 i 1902 a Barcelona i que actualment està exposada al Museu de la Garrotxa d'Olot.
L'escena no correspon a un fet real, si bé representa l'ambient de tensió social de final del segle xix a la Barcelona de la revolució industrial. Casas es va inspirar en les detencions fetes entre els anarquistes després de l'atemptat del carrer dels Canvis Nous a Barcelona contra la processó del Corpus, el 7 de juny de 1896, i que va culminar en el Procés de Montjuïc.

## Història
Ramon Casas va pintar l'obra el 1899 amb la voluntat de presentar-la a l'Exposició Universal de París del 1900. Tot i que va agradar a les autoritats culturals, finalment no va passar la selecció prèvia per al concurs que es va fer a Madrid, probablement degut a les dimensions i la temàtica de l'obra, i llavors Casas el va guardar al seu magatzem.
Al cap d'un parell d'anys Barcelona visqué diversos episodis de revolta social on hi va haver diverses càrregues, i Casas va aprofitar per fer un parell de modificacions a l'obra, canviant-li el títol pel de Barcelona 1902, amb la intenció de presentar-lo a l'exposició del 1903, per aprofitar el ressò de la vaga general de Barcelona de 1902, fet molt divulgat a Europa, que va donar al quadre connotació d'actualitat crua i sagnant.
El 1903 el va presentar doncs al Salon du Champ de Mars del Salon de Beaux Arts de París, ja amb el nom de Barcelona 1902 i un any més tard, el 1904, va obtenir la Primera Medalla a l'Exposició Nacional de Madrid, on l'obra romandria durant uns anys.
El 1910 Casas en va fer una obra similar a petició del seu amic Charles Deering. Com que Casas no solia fer còpies de les seves obres en va fer una versió o obra similar, coneguda com La càrrega II. Va situar l'acció a la plaça Major de Vic amb una parella de la guàrdia civil carregant a peu contra la multitud, en lloc de la imponent figura a cavall de l'original. Aquesta obra actualment es conserva en una col·lecció americana.
L'any 1906, l'escultor olotí Miquel Blay, amic de Ramon Casas, fou nomenat membre de la Reial Acadèmia de Belles Arts de San Fernando i, posteriorment, entrà a forma part del patronat del Museo Nacional de Arte Moderno. Amb la seva capacitat de persuasió, l'any 1919 aconseguí que el patrimoni Nacional deixes en dipòsit l'obra al llavors conegut com a Museu d'Art Modern d'Olot. Per a Madrid es tractava d'una obra incòmoda per les seves dimensions i per la seva simbologia de denúncia social i es va considerar el seu trasllat a Olot com un desterrament de l'obra.
L'obra, tot i no tenir cap relació amb la seva ubicació, forma part del patrimoni dels olotins que han convertit aquesta peça en un emblema cultural de la ciutat i en la joia de la corona de la col·lecció. Quan durant la guerra civil espanyola varen arribar a Olot les obres dels museus de Barcelona, el doctor Joaquim Danés va expressar la seva preocupació als responsables de la Generalitat davant la possibilitat que La Càrrega fos traslladada a Barcelona després de la contesa.
Gràcies als exàmens dels restauradors es va descobrir que Casas havia fet algunes modificacions en alguna de les figures principals. Entre altres coses, Casas havia modificat la mirada del guàrdia civil, dirigint-la més cap a la figura que hi havia a terra, així com les potes del cavall, que estaven en una posició molt més amenaçadora, com a punt de trepitjar la persona que apareix estirada a terra.
L'any 1975 va ser reclamada per Madrid per primera vegada amb motiu del centenari de la restauració de la monarquia. L'any 1982 tornà a viatjar a Madrid, i després a Barcelona amb motiu de l'exposició antològica de l'autor al Palau de la Virreina.
El recel de les autoritats olotines es va acabar confirmant després del seu trasllat al Museu del Prado de Madrid per a fer una restauració el 1992. El retorn s'ajornà excessivament i la intervenció d'alts càrrecs polítics, juntament amb el descontentament popular, en van permetre el desbloqueig de la situació.
L'any 2000 va tornar a ser sol·licitat des de Madrid, si bé aquest cop l'intens rebombori mediàtic i una pugna política varen derivar en un informe dels tècnics que desaconsellaven que el quadre s'enrotllés per ser transportat, ja que es podia malmetre. Aquest argument, raonat en les dimensions de l'obra que no permeten la seva extracció de l'edifici, ha permès que La Càrrega no hagi sortit més del Museu d'ençà de l'any 1992.

## Descripció
Casas insisteix en la idea de donar alternativa moderna als quadres d'història, recorrent a un format de grans dimensions. A diferència de Garrot vil, el pintor opta aquí per centrar dramàticament el conflicte en el guàrdia civil a cavall que atropella un manifestant; tots dos, tanmateix, no ocupen pas el centre de la composició, sinó que, des de l'extrem dret, són el punt de partida d'un espai panoràmic que es desplega en ventall cap a l'esquerra, traduint expressivament el moviment de la multitud espaordida que fuig dels sabres policíacs. Al centre, un gran espai buit completa la temperatura dramàtica, convertint-se l'espai mateix en el protagonista real de l'obra, rematant una composició insòlita per a un quadre d'aquest tipus.
Una vegada més, Casas adapta amb una facilitat sorprenent la seva tècnica solta, de taques contrastades i llum difuminada, a un format inusual. L'escena té lloc en una plaça indeterminada de Barcelona, sovint interpretada com un lloc proper a l'actual Museu d'Història de Catalunya, a la Barceloneta. Es tracta d'una imatge de Barcelona feta a mida per a l'obra, ja que no respon a cap perspectiva en particular. Al fons Casas situa l'església de Santa Maria del Mar com un “convidat de pedra” de l'escena, i a la seva dreta també es poden veure les xemeneies de l'Avinguda del Paral·lel, en una composició impossible, ja que es troben a l'altre costat i molt allunyades.

## Anàlisi
L'obra va causar sensació degut al seu atreviment, amb un plantejament allunyat de l'academicisme llavors imperant i d'altres convencionalismes.
Tot i no reflectir un esdeveniment real, s'inspira en la repressió institucional contra el moviments obrers i la tensió social de l'època. Poc abans de la seva realització el 1899, havia tingut lloc una purga d'anarquistes i republicans de Barcelona arran de l'atemptat del carrer dels Canvis Nous a Barcelona contra la processó del Corpus, el 7 de juny de 1896. Tot i que no es va fer cap càrrega com la va pintar l'artista, es varen detenir més de 400 persones que varen ser jutjades en el conegut com Procés de Montjuïc que va acabar amb cinc execucions a més de presó i desterrament per a un nombrós grup de detinguts. L'escenari de l'obra al Pla de Palau (Barcelona), prop del lloc de l'atemptat, tenint com a fons la basílica de Santa Maria del Mar des d'on havia partit la processó i les tres xemeneies simbolitzant l'obrerisme industrial, emmarquen l'origen de la inspiració de l'autor.
| Detall                                                                  | Dibuix preparatori |
| Detall                                                                  | Dibuix preparatori |
| Personatges i els treballs preparatoris apareguts a Pèl & Ploma el 1899 |                    |

Ramon Casas, dins de les seves obres de realisme social, ja havia tractat l'origen d'aquesta crisi amb la seva obra Sortida de la processó del Corpus de l'església de Santa Maria. En aquesta obra es capta l'episodi anterior a l'atemptat.
Abans de realitzar el quadre, Ramon Casas havia publicat a la revista Pèl & Ploma alguns dels esbossos preparatoris. La figura del guàrdia civil va aparèixer a la portada del número 25, el novembre de 1899. En aquest dibuix la mirada del personatge es cap al front, una posició des de la que no podria veure el personatge caigut. Aquesta posició va ser corregida per Casas entre la versió del 1899 i la versió final de 1903.
L'esbos del manifestant caigut va ser publicat a la contraportada del número 28, el desembre de 1899. Representava un home que havia caigut del tramvia. Per un article aparegut a la revista Mirador se sap que el model que Casas va fer servir per a aquesta figura fou un personatge conegut com El noi de Tona, un arrenca queixals de la Barcelona de principis de segle.

## Exposicions rellevants
- 1911 - avui Museu de la Garrotxa- Col·lecció permanent
- 1982 - Palau de la Virreina: Exposició Antològica Ramon Casas[6]

## Premis i reconeixements
- 1904 Exposició Nacional - Primera medalla

## Versions

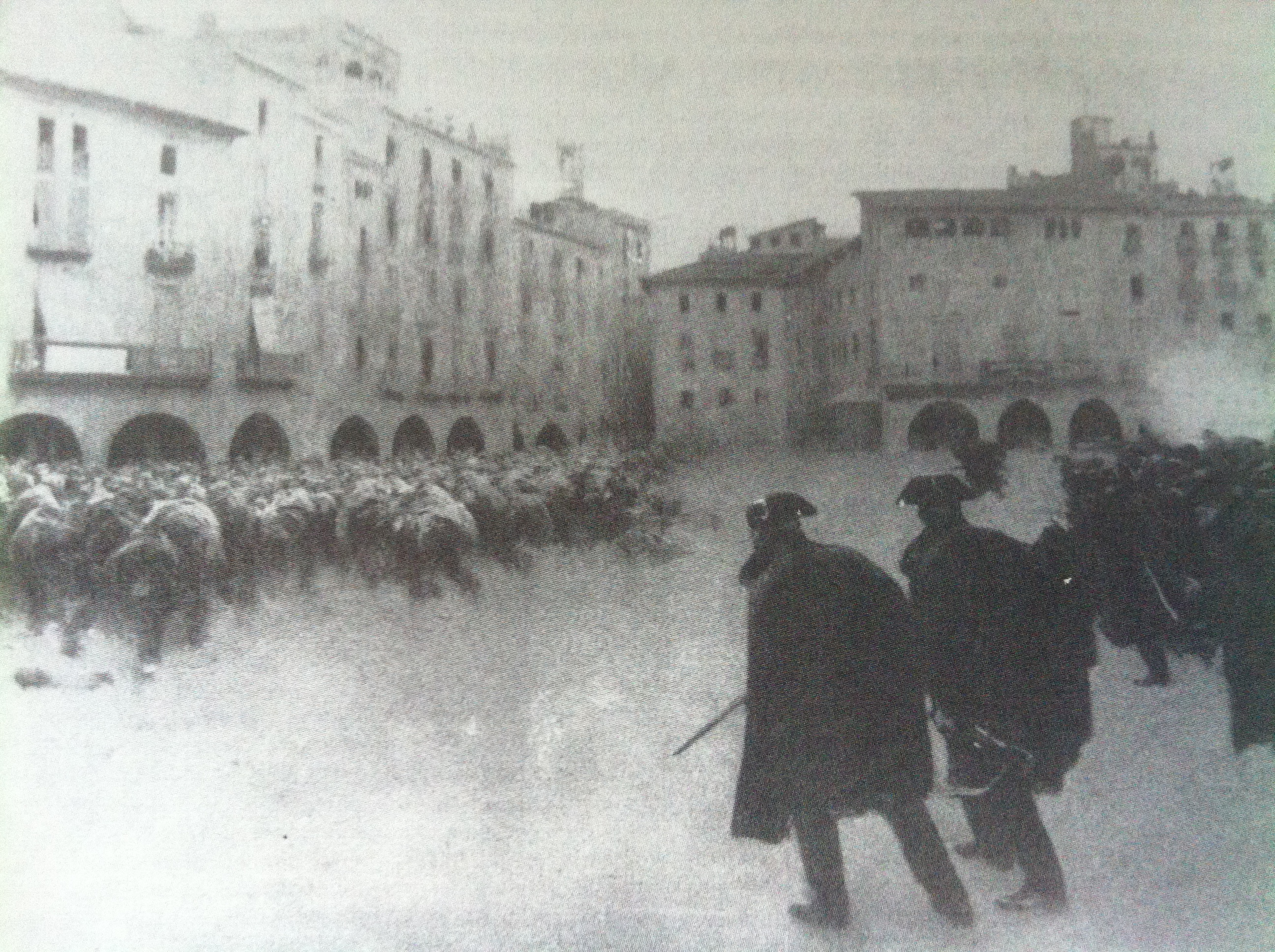
Segona versió de l'obra

Charles Deering va veure l'obra de Casas i li va encarregar una còpia. Com que Casas no li agradava fer duplicats, el 1910 va fer una nova versió situant l'escena en un escenari més rural, identificat com la plaça major de Vic, segons les arcades que s'hi veuen. En aquesta versió no apareix un home a cavall en primer pla, sinó que apareixen una parella de guàrdies civils dempeus.